# James Shavick
James Shavick es un productor de cine y de televisión canadiense. En la actualidad es el director general de Shavick Entertainment. Está casado con Joy MacPhai, una socia de Shavick Entertainment y exlíder del partido político British Columbia New Democratic Party. Produjo la película para televisión Two of Hearts.